# エンリケ・ガスパール

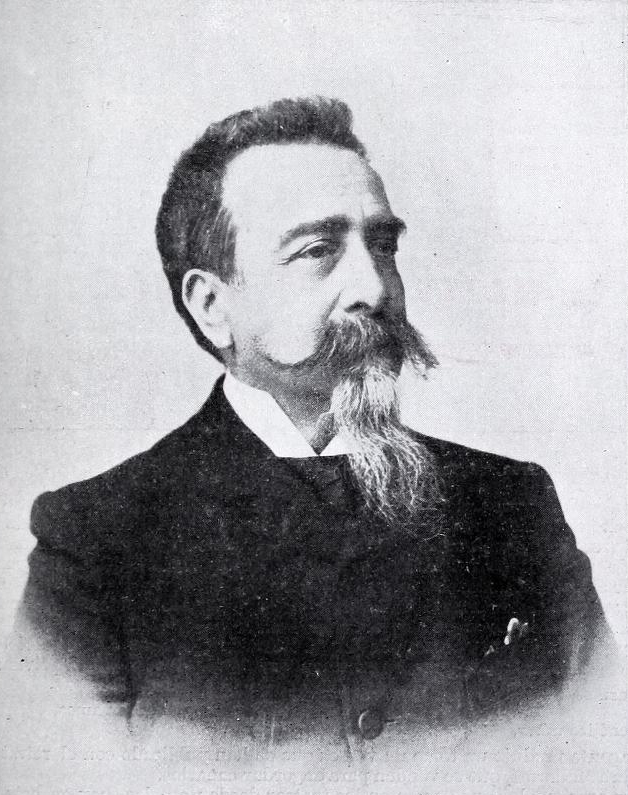
1902年

エンリケ・ルシオ・エウヘニオ・ガスパール・イ・リンバウ（スペイン語: Enrique Lucio Eugenio Gaspar y Rimbau、1842年3月2日 - 1902年9月7日）は、スペインの外交官、作家。劇の台本などを執筆し、小説『アナクロノペテ』において、初めて小説上でタイムマシンを登場させたことが知られている。

## 経歴
1842年3月2日、俳優であった父フアンと母の元に生まれた。父の死後、母と兄弟と共にバレンシアに移住した。人文科学と哲学を学んだが学校を卒業することはなく、サン・フアン侯爵家の商業銀行で働くために中退した。13歳で最初のサルスエラを書き、14歳でバレンシアのイルストラシオンで作家となる。15歳の時、母親が最初の喜劇を上演した。21歳でマドリードに移住し、執筆活動に専念する。作家としての最盛期は1868年から1875年で、貴族よりもブルジョワジーに目線を向けたオペラを書いた。この間、歴史劇も書き、スペインにおける社会派演劇のパイオニア的存在となった。喜劇で大きな成功を収めたが、彼が本当に情熱を注いだのは、女性の教育や有意義な結婚を推進する社会派であった。これらの劇は、時代以前のものであったため、あまり成功しなかった。23歳の時、貴族であったエンリケタ・バトリェス・イ・ベルタン・デ・リスと結婚したが、彼女の両親はあまり肯定的ではなかった。二人目の子供が生まれた後、27歳で外交官となる。ギリシャ、フランス、マドリッドを経て、中国の領事としてマカオ、香港に駐在した。この間、「エル・ディアリオ・デ・マニラ」に寄稿する傍ら、オペラの作曲と上演を続けた。ヨーロッパに戻ると、家族はバルセロナに住んでいたが、南フランスのオロロンに移り住み、カタルーニャ語のオペラを上演した。その後、南仏の各地に住んだ。妻は彼が領事をしていたマルセイユで亡くなり、娘、義理の息子、孫とともにオロロンに隠棲した。
1902年9月7日、体調を崩し60歳で死去した。

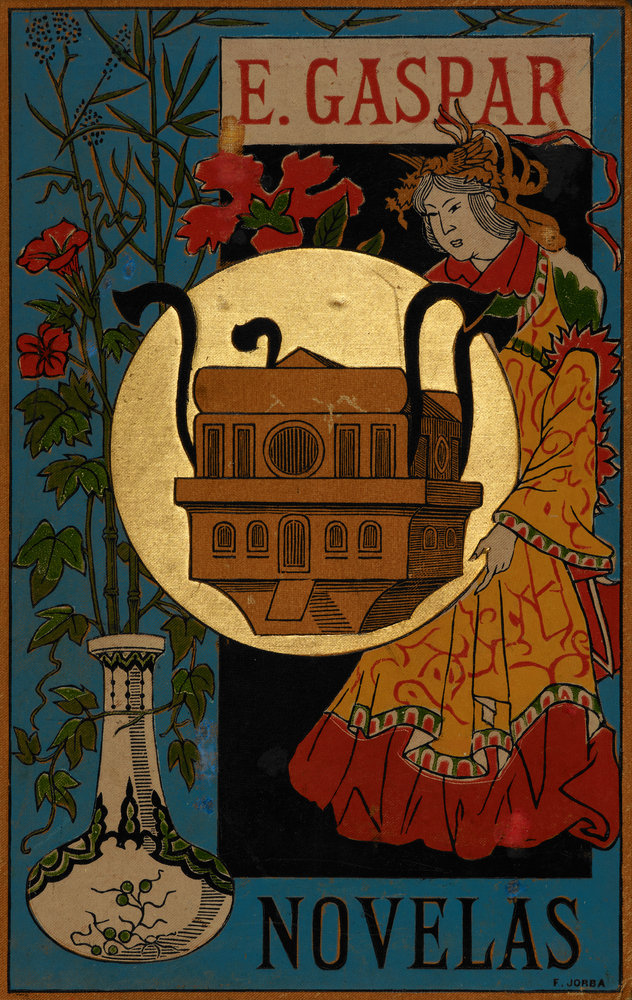
アナクロノプスの表紙(1887年発行)

## 活動による作品
- La nodriza, Madrid 1876
- Atila, Madrid, 1876